# Encino Rico
Encino Rico är en ort i Mexiko.   Den ligger i kommunen Chignautla och delstaten Puebla, i den sydöstra delen av landet, 190 km öster om huvudstaden Mexico City. Encino Rico ligger 2 135 meter över havet och antalet invånare är 101.
Terrängen runt Encino Rico är bergig. Runt Encino Rico är det ganska tätbefolkat, med 179 invånare per kvadratkilometer. Närmaste större samhälle är Teziutlan, 2,8 km nordost om Encino Rico. I omgivningarna runt Encino Rico växer huvudsakligen savannskog.